# Герб Петрозаводска
Герб Петрозаводского городского округа (карел. Petroskoin linnupiirin vuakuna) — официальный символ Петрозаводского городского округа и города Петрозаводск. Утверждён Решением Петрозаводского городского совета от 19 апреля 2016 года № 27/48-749 «О внесении изменений и дополнений в Устав Петрозаводского городского округа». Внесён в Государственный геральдический регистр Российской Федерации с присвоением регистрационного номера 10444.

## Современный герб
Описание:

«Щит пересечён: вверху в золотом поле выходящая из возникающих из правого верхнего угла серебряных облаков левая рука, держащая показанный изнутри овальный лазоревый (синий, голубой) щит с серебряными петлями, сопровождаемая внизу двумя черными книппелями (артиллерийскими снарядами в виде пары круглых ядер, соединённых цепью) накрест, внизу, в четырежды пересечённом зелёном и золотом поле серебряных три молота: два накрест поверх третьего опрокинутого в столб и пониженного.

Щит увенчан муниципальной короной установленного образца, дополненной золотым обручем, украшенным карельским национальным орнаментом и имеющим рельефные бортики в виде витого шнура, и двумя скрещенными серебряными мечами с золотыми рукоятками, в комплексе с короной изображаемыми подложенными под неё. Щит окружен лентой ордена Трудового Красного Знамени. Щитодержатели: кузнец с золотой бородой и волосами, перевязанными чёрной лентой, в золотых штанах и чёрном фартуке, держащий в правой руке серебряный молот, в левой — знамя на золотом древке с квадратным, окаймленным золотой бахромой, полотнищем, воспроизводящим композицию нижней половины гербового щита, и офицер лейб-гвардии Преображенского полка в форме образца 1700 годов, держащий в правой руке знамя на золотом древке с квадратным, окаймленным золотой бахромой, полотнищем, воспроизводящим композицию верхней половины гербового щита. Подножьем служит скопление черных валунов. Девиз — „ЗНАМЕНИТ“, начертанный черными литерами на серебряной ленте».
Герб может воспроизводиться как в полной версии (со всеми вышеперечисленными атрибутами), так и в сокращенных версиях (безо всех атрибутов или без любого из них, при этом подножие без щитодержателей не воспроизводится, а скрещённые мечи не воспроизводятся без короны), если это не противоречит правилам геральдики. Полная и сокращенные версии герба являются равноценными и равно приемлемыми во всех случаях их официального использования.

### Символика
Герб города Петрозаводска имеет уникальную историю. Утверждённый 16 (27) августа 1781 года он представлял собой три скрещённых молота в четырежды пересечённом зелёном и золотом поле и, поскольку в то время Петрозаводск являлся уездным городом Новгородского наместничества, должен был употребляться в нижней половине составного щита, верхнюю половину которого занимали символы герба Новгородского. 22 мая (2 июня) 1784 года было создано Олонецкое наместничество, столицей которого стал город Петрозаводск (с 9 (21) сентября — Олонецкая губерния со столицей городом Петрозаводском), в связи с чем, верхняя половина составного герба Петрозаводска изменилась и в ней стал помещаться герб города Олонец — выходящая из облаков рука со щитом над двумя скрещёнными книппелями в золотом поле (данная композиция в качестве Олонецкого символа ведет свою историю от эмблемы на знамени Олонецкого полка 1712 года). В последующие десятилетия, хотя юридически герб с рукой со щитом и книппелями продолжал считаться гербом Олонца, а молоты на полосатом поле — гербом Петрозаводска, на практике произошёл не встречающийся более в российской геральдической истории негласный обмен гербами между городами Олонцом и Петрозаводском: золотой щит с рукой со щитом и книппелями стал употребляться как герб Петрозаводска, а полосатый с молотами — как герб Олонца, и подобная практика, с единичными исключениями, продолжалась вплоть до 1917 года, когда городские гербы вышли из официального употребления. При восстановлении герба города Петрозаводска в 1991 г. уникальный случай обмена гербами между двумя городами был принят во внимание и в качестве герба Петрозаводска был принят символ, отвечающий официальному установлению от 22 мая (2 июня) 1784 года, объединяющий в одном щите два герба: официально принадлежавший Петрозаводску в конце XVIII — начале XX веков (молоты на полосатом поле) и фактически исполнявший роль герба Петрозаводска в тот же период (рука со щитом и книппеля в золоте). Таким образом, современный герб города Петрозаводска разрешает старинный геральдико-юридический казус, соединяя в себе все символы, исторически связанные с городом Петрозаводском и составляющие его неотъемлемое геральдическое наследие.

## История

### До революции

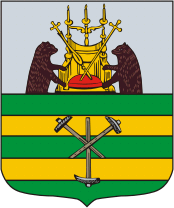
Герб 1781 г.

Герб конца 1784

Первый герб Петрозаводска был утверждён 16 августа 1781 года. Поскольку тогда Петрозаводск входил в состав Новгородского наместничества, в верхней части герба воспроизводилась новгородская символика:
В верхней части щита герб Новгородский. В нижней - "на разделенном полосами, золотом и зеленою краскою поле, три железные молота, покрытые рудоискательскою лозою; в знак изобилия руд и многих заводов, обретающихся в сей области
Петрозаводск являлся административным центром Олонецкого наместничества (1784—1796) и Олонецкой губернии (1801). Сохранилось много свидетельств, что в конце XVIII века в Петрозаводске использовался олонецкий герб (в его «губернском» виде, без новгородской верхней части). А уездному городу Олонцу достался герб Петрозаводска 1781 года. Таким образом произошёл уникальный случай обмена гербов между городами. Описание герба:
В золотом поле выходящая из облака рука, держащая голубой щит, а под рукою на цепях четыре ядра

### Советское время

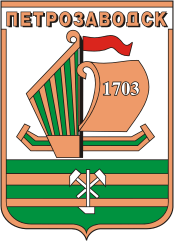
Герб 1973 года

Подготовка к юбилею города и появление городов-побратимов на Западе, имевших старинные гербы, усилили интерес к городской символике. 23 января 1973 года решением петрозаводского горисполкома был объявлен конкурс на новый герб города. 21 июня того же года исполком утвердил герб города, выполненный по проекту архитекторов Э. Б. Адалевой и Т. В. Ковалевской. Официальное описание герба:
Герб города представлен в форме щита, разделённого горизонтально на две части. Нижняя часть является элементом старого герба города Петрозаводска, утверждённого ещё в 1781 году. На разделённом золотой и зелёной полосами поле 3 молота, символизирующие «изобилие руд и многих заводов, обретающихся в сей области», жизнеутверждающую силу труда.
Ладья символизирует размещение города на берегу Онежского озера, обширные связи и значение Петрозаводска как порта. Парус можно рассматривать как лист прокатного металла или бумаги, свойственные современному промышленному Петрозаводску. Кантеле, воспетое рунами «Калевалы» как «радость вечная народа», символизирует воплощённую мечту карел о счастье, светлом будущем, а также высокий уровень развития города. На парусе размещена дата основания города «1703».
Элементами советской символики является красный флаг, завершающий композицию центральной части герба. В верхней части — название города.
.

### Герб в 1991—2016 годах
Новый герб города Петрозаводска (автор — художник О. В. Чумак) утверждён решением Петрозаводского городского Совета народных депутатов (V сессия XXI созыва) от 19 апреля 1991 года:
Герб города Петрозаводска  состоит из щита, разделённого на две равные части. В верхней части щита на золотом поле изображены выходящая из правого бока, из лазурного облака рука, внутрь обращенная, держащая лазоревый овальный щит и сопровождаемая внизу четырьмя черными ядрами, соединёнными косвенным крестом из черных цепей. В нижней части герба Петрозаводска на разделённом 3 зелёными и 2 золотыми полосами поле изображены 3 железные молота, «в знак изобилия руд и многих заводов в сей области».

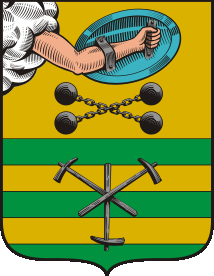
Герб 1991 года

Порядок использования официальной символики города в рекламных и коммерческих целях определяется решениями Петрозаводского городского Совета.
До 2009 года использовался «неправильный» герб. Сегодня этот вариант герба имеется в виде стелы, установленной на здании Администрации города и Петросовета.